# 野田焼
座標: 北緯34度50分46.3秒 東経134度31分57.7秒 / 北緯34.846194度 東経134.532694度
野田焼（のだやき）は、江戸時代の1797年（寛政9年）から明治時代の1910年（明治43年）まで、兵庫県たつの市揖保川町野田字宮ノ前にあった連房式登窯で焼かれた陶器である。この窯は龍野藩第10代藩主・脇坂安菫によって開窯されたもので、窯跡は市の史跡に指定されている。

## 概要
野田焼窯では、徳利、皿、蓋付き味噌壷や花器などの日用雑器が焼かれていた。
灰釉の上に鉄絵で松葉や草花を小筆を用いて伸びやかに描いた徳利、
鉄釉に白釉を一部に流しかけた花器、
鉄釉を一部に流し掛け下蓋付きの味噌壺、
イッチンで菊などを描いた花器、
白化粧を施した上に魚・蝶・[高瀬舟]などを描き、縁に呉須で斜線を伸びやかに描いた鉢、
持ち主の名前や村名（地元野田名）を鉄で書いた徳利、
捏鉢・土瓶、
そのほかにもうるか壺、灯明具、仏壇用花入などが残っている。
陶器の底には陶印はない。
野田焼はたつの市歴史文化資料館に展示されており、
野田焼古窯址ではそれらの破損片が土に埋もれている。

## 歴史
野田焼の記録は文政年間（1818年-1830年）に林田屋平兵衛が記した『都聞記』、龍野藩の儒学者・股野玉川の日記『幽蘭堂年譜』、龍野藩の豪農、富家当主の六兵衛定群・宗定・敏夫の三代にわたって書き継がれた日記『高関堂日記』、定群の父・定政が記した『台所小日記』など野田焼に関する記録が残っている。
また「明治23年（1890年）2月9日付 半田野田村建物登記第7号」と書かれた資料に野田焼窯場の図面が描かれている。
1871年（明治4年）の廃藩置県以後、野田焼窯の所有者が龍野藩から野田の嶋津林兵衛に払い下げられ民間経営になった。
その後1894年（明治27年）、窯を永富兵五郎に譲り、兵五郎は新宮焼の陶工・井戸伝吉に窯場を貸し与え製作させた。伝吉は絵付けの才に優れ、各地の窯場に招かれた。伝吉の子・玉治が跡を継いだが、経営不振から1910年（明治43年）野田焼窯は閉窯した。
焼かれた製品の一部は、たつの市立龍野歴史文化資料館に展示されている。